# Daviesia epiphyllum
Daviesia epiphyllum är en ärtväxtart som beskrevs av Meissner. Daviesia epiphyllum ingår i släktet Daviesia, och familjen ärtväxter. Inga underarter finns listade i Catalogue of Life.